# Australoheros muriae
Australoheros muriae és una espècie de peix de la família dels cíclids i de l'ordre dels perciformes.

## Morfologia
Els mascles poden assolir els 12,1 cm de longitud total.

## Distribució geogràfica
Es troba a Sud-amèrica: sud-est del Brasil.